# ویلی کارلین
ویلی کارلین (انگلیسی: Willie Carlin؛ زادهٔ ۶ اکتبر ۱۹۴۰ – درگذشتهٔ ۱۰ ژوئن ۲۰۲۴) بازیکن فوتبال اهل بریتانیا بود.
از باشگاه‌هایی که وی در آنها بازی کرده‌است، می‌توان به باشگاه فوتبال کاردیف سیتی، باشگاه فوتبال لستر سیتی، و باشگاه فوتبال لیورپول اشاره کرد.